# 碎玄玻璃

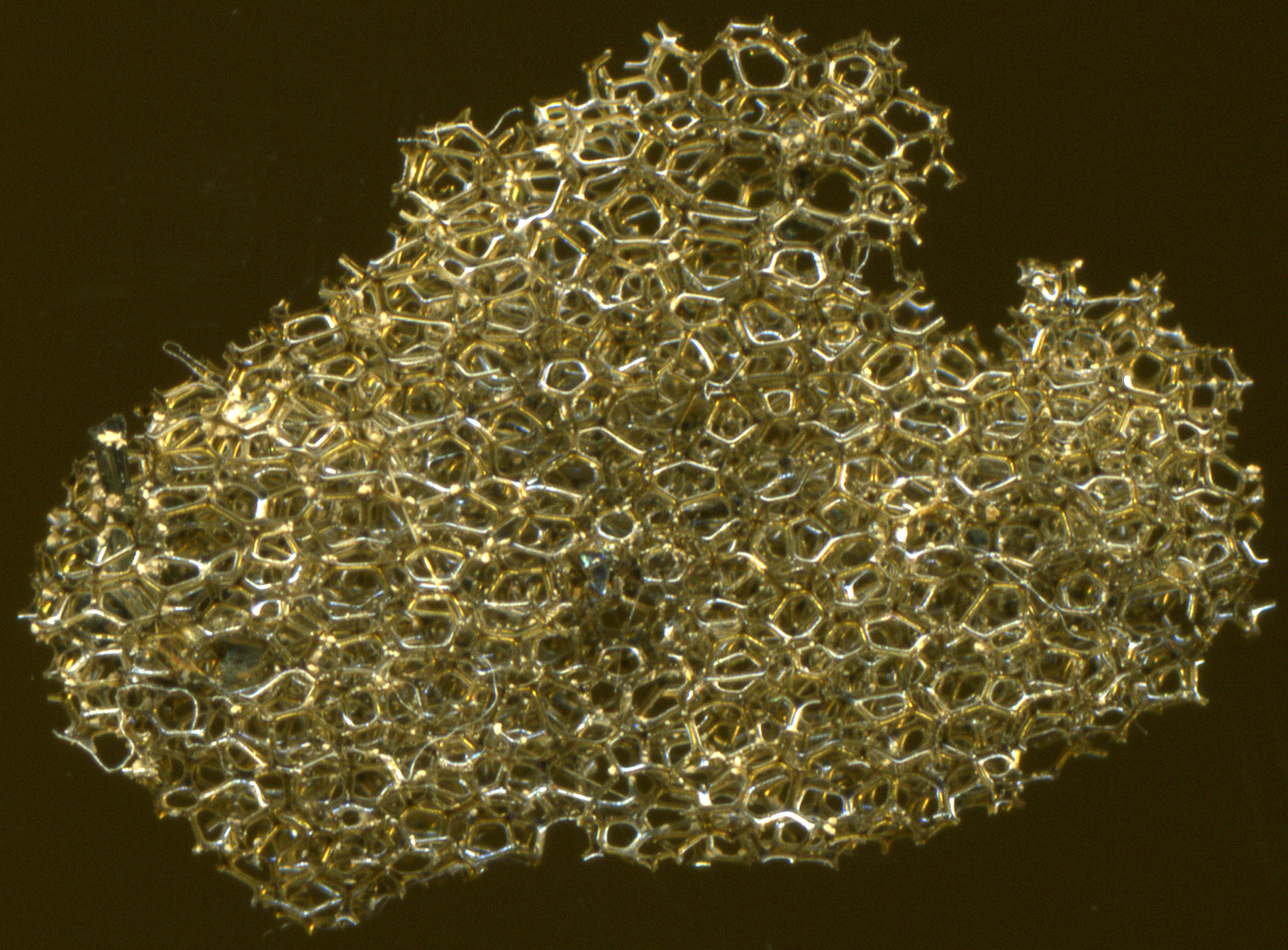

碎玄玻璃（英語：Sideromelane）
是一種玻璃質的玄武岩火山玻璃，通常產於方輝石凝灰岩中。 通常與玄武玻璃一起共存，但不太常見。 它缺乏氧化鐵晶體，因此比玄武玻璃顯得透明純淨，呈黃棕色，而不是黑色。 它在高溫快速的冷卻下形成的玻璃質。碎玄玻璃的存在指出熔岩的溫度較高，而且靠近噴口，可能是在潮濕環境中快速淬火形成的。 碎玄玻璃 經常在海底火山和冰下火山的爆發過程中形成，並且經常以碎片形式出現，嵌入到輝石凝灰岩的基質中，形成玻质碎屑岩。 它是一種鎂鐵質岩石。